# Munició rondadora
|  | No s'ha de confondre amb Vehicle aeri no tripulat de combat o UAV. |

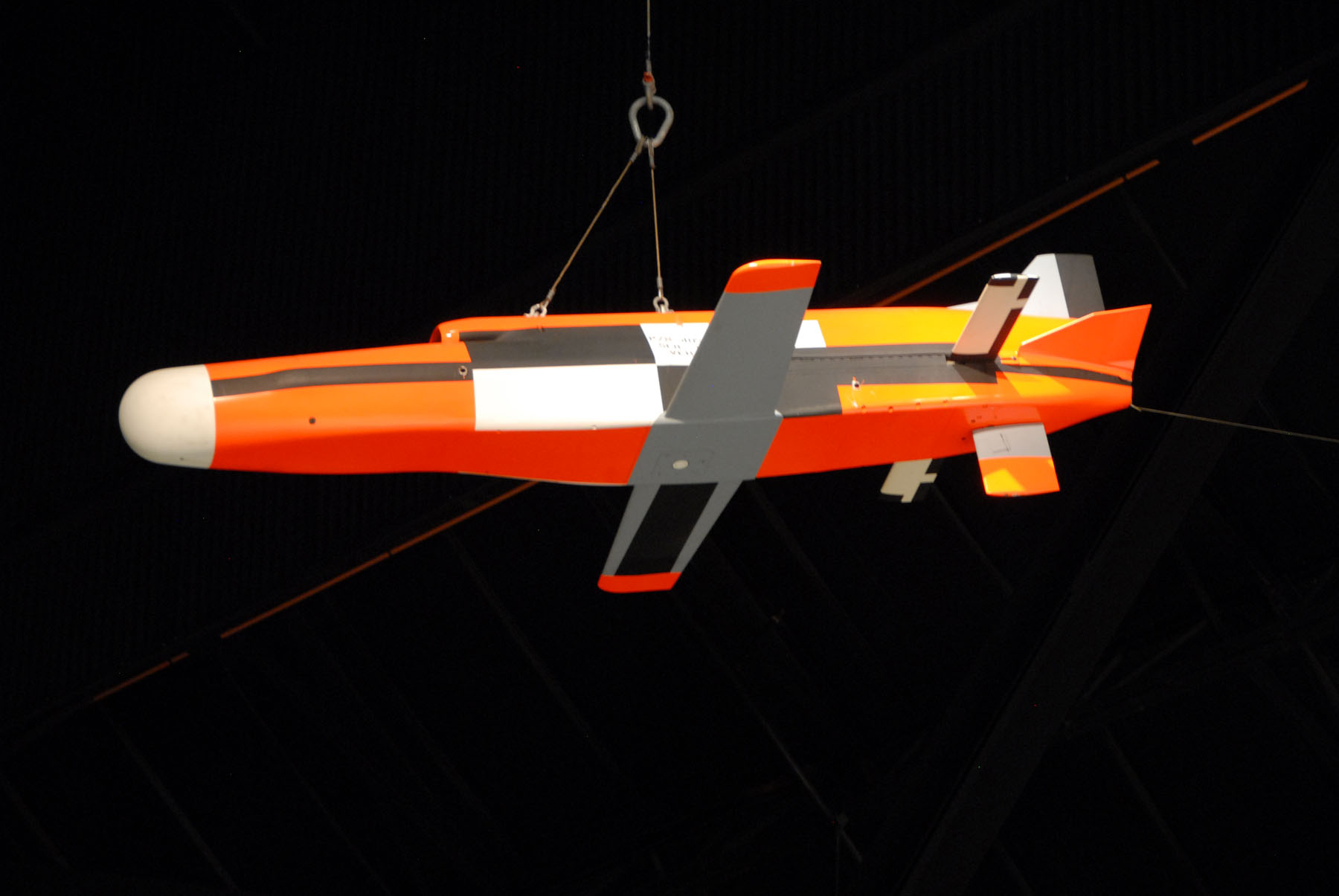
Northrop AGM-136 Tacit Rainbow exposat al Museu Nacional de la Força Aèria dels EUA a Dayton, Ohio

Una munició rondadora (de l'anglès loitering munition, també coneguda com a dron suïcida o dron kamikaze) és una categoria de sistema d'armament aeri de precisió en què la munició ronda o vaga (espera passivament) al voltant de l'àrea objectiu durant un temps i ataca només un cop localitzat un objectiu. La munició rondadora permet un temps de reacció més ràpid contra objectius ocults o amagats que emergeixen durant períodes curts sense col·locar plataformes de gran valor a prop de l'àrea objectiu, i també permet un objectiu més selectiu, ja que l'atac es pot avortar fàcilment.
La munició rondadora s'ubica a la veta de mercat entre els míssils de creuer i els vehicles aeris de combat no tripulats (VACNT, UCAV per les inicials en anglès) i comparteix característiques a tots dos. Es distingeix dels míssils de creuer pel fet que estan dissenyats per passar un temps relativament llarg al voltant de l'àrea objectiu, i dels VACNT perquè una munició rondadora està pensada per gastar-se en un atac i té una ogiva integrada. Com a tal, també es pot considerar una arma a distància no tradicional.
La munició rondadora va sorgir per primera vegada a la dècada de 1980 per utilitzar-se en la funció de supressió de les defenses aèries enemigues (SDAE, SEAD per les inicials en anglès) contra míssils terra-aire (MTA, SAM per les inicials en anglès), i es van desplegar per a la funció de SDAE en diverses forces militars durant la dècada de 1990. A partir de la dècada de 2000, es va desenvolupar munició rondadora per a funcions addicionals que van des d'atacs de llarg abast i suport de foc d'atac fins a sistemes tàctics de camp de batalla de molt curt abast que caben en una motxilla.

## Història

### Primer desenvolupament i terminologia
Inicialment, la munició rondadora no es va denominar com a tal, sinó com a "UAV suïcides" o "míssils rondadors". Diferents fonts apunten a diferents projectes com a originaris de la categoria d'armament. Algunes fonts mencionen les variants inicials del Delilah israelià de principis de la dècada de 1980 o el programa fallit AGM-136 Tacit Rainbow dels EUA. Alternativament, l'IAI Harpy de finals de la dècada de 1980, que va ser àmpliament exportat, és considerat per alguns com el primer sistema de munició rondadora. Mentre que l'Ababil-1 iranià es va produir a la dècada de 1980, però es desconeix la seva data de producció exacta.

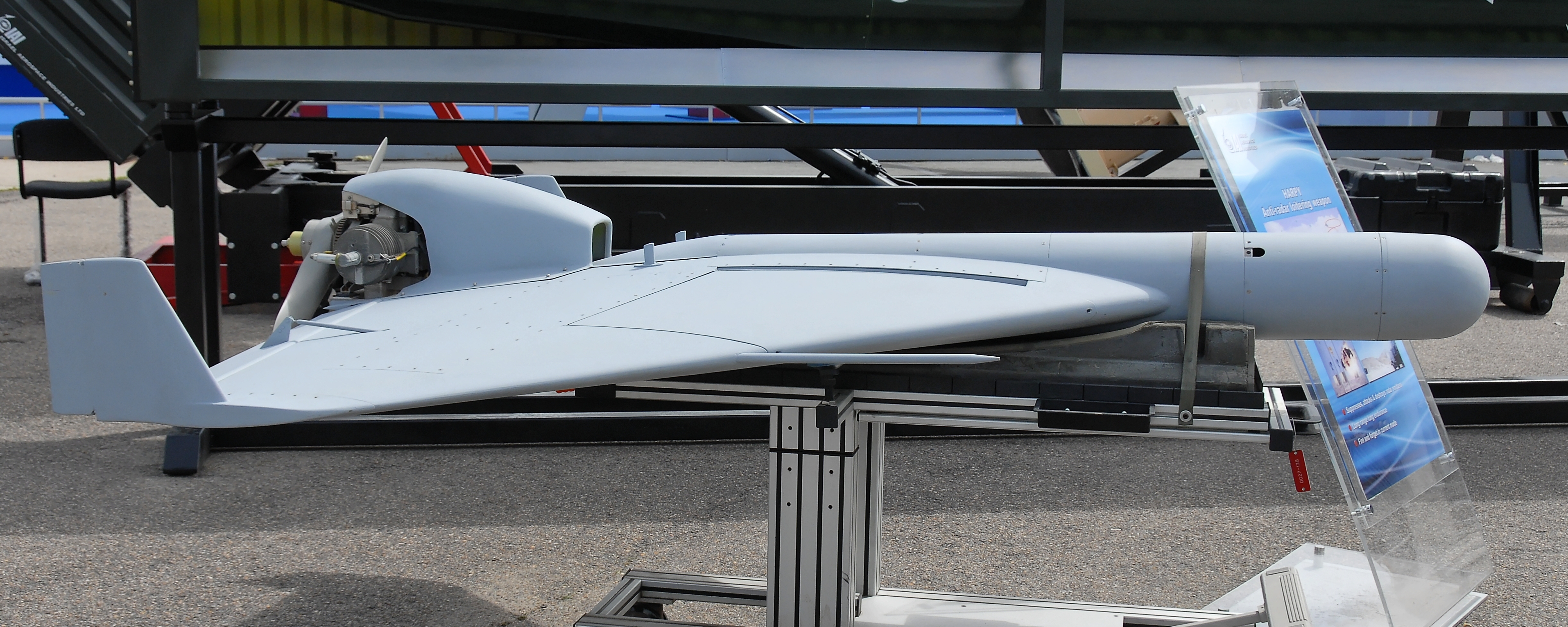
Munició rondadora de primera generació IAI Harpy per a la funció SEAD

Els primers projectes no utilitzaven la denominació de "munició rondadora" que va sorgir molt més tard, i utilitzaven terminologia existent en aquell moment. Per exemple, l'AGM-136 Tacit Rainbow es va descriure en un article de 1988:
| «                                                                | L'avió a reacció no tripulat Tacit Rainbow que està desenvolupant Northrop per rondar en altura per tot seguit baixar cap als radars enemics podria anomenar-se un "UAV", un míssil de creuer o fins i tot una arma de parada. Però definitivament no és un vehicle pilotat a distància. | » |
| — Canan, James W., Air Force Magazine (octubre de 1988), pàg. 87 | |   |

### Funció inicial en la supressió de la defensa aèria enemiga

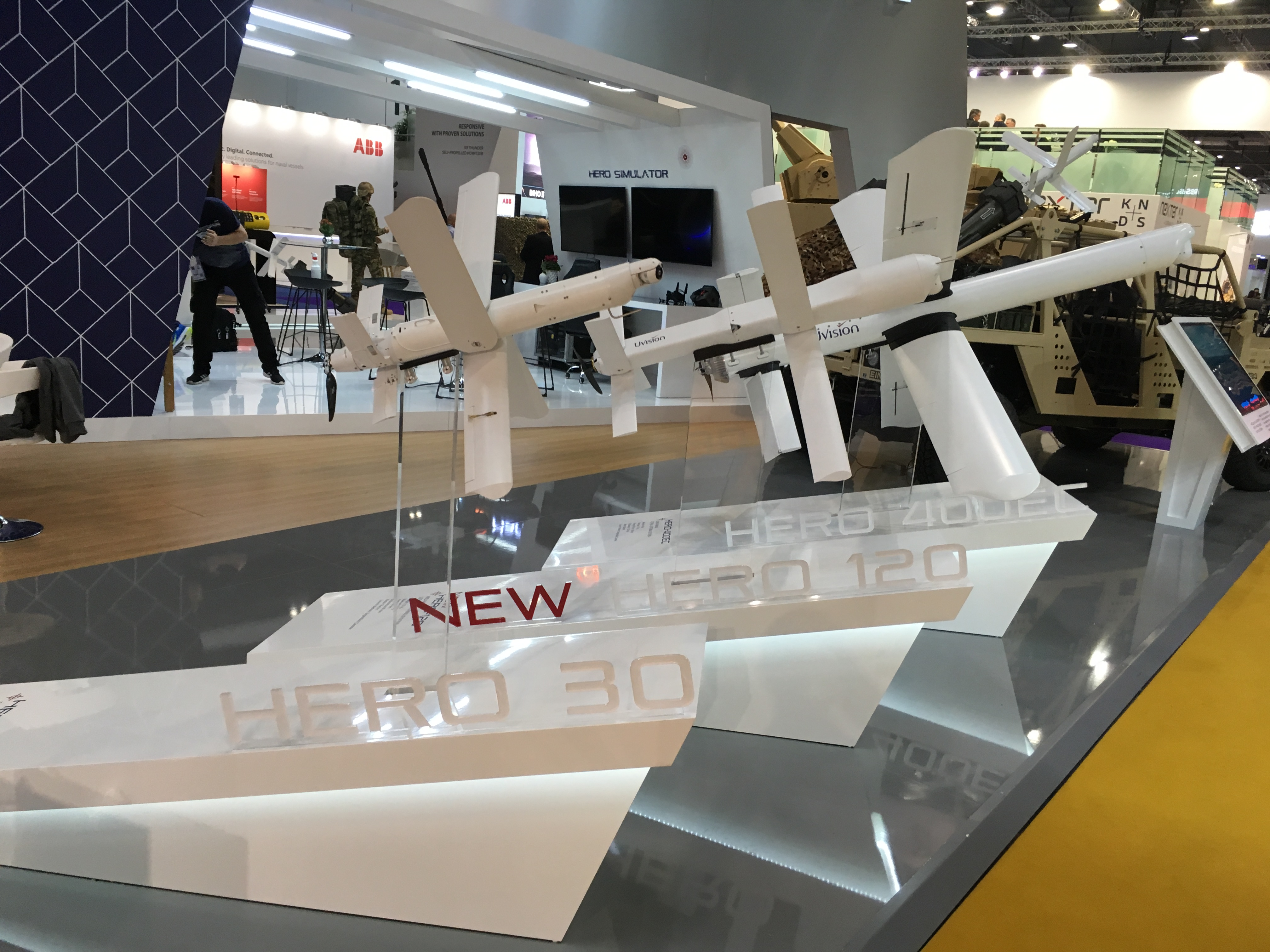
Munició rondadora HERO (UVision Air Ltd, Israel), DSEI 2019, Londres

La resposta a la primera generació de míssils terra-aire d'instal·lació fixa (MTA), com els S-75 i S-125, va ser el desenvolupament de míssils antiradiació com l'AGM-45 Shrike i altres mitjans per atacar les instal·lacions fixes de MTA, així com desenvolupar doctrines SDAE. La resposta soviètica va ser l'ús de MTA mòbils com el "2K12 Kub" amb l'ús intermitent del radar. Per tant, la bateria MTA (coneguda amb les inicials angleses SAM) només era visible durant un petit període, durant el qual també va ser una amenaça important per als avions amb míssils antiradiació d'alt valor. El 1982, a l'operació "Mole Cricket 19" es van utilitzar diversos mitjans, inclosos els UAV i els esquers Samson llançats des de l'aire sobre àrees enemigues sospitoses de tenir MTA per saturar-les i per obligar-les a activar els seus sistemes de radar, que després eren atacats per míssils antiradiació.
A la dècada de 1980, una sèrie de programes, com l'IAI Harpy o l'AGM-136 Tacit Rainbow, van integrar sensors antiradiació en un dron o míssils amb capacitats de comandament i control i rondallejament. Això va permetre a la força atacant col·locar municions relativament barates sobre llocs sospitosos de MTA i atacar ràpidament en el moment en què la bateria MTA era visible. Això va integrar l'ús d'un dron com a esquer amb el paper d'atac en una plataforma d'armament petita i relativament barata en comparació amb el caça alternatiu.

### Evolució vers funcions addicionals

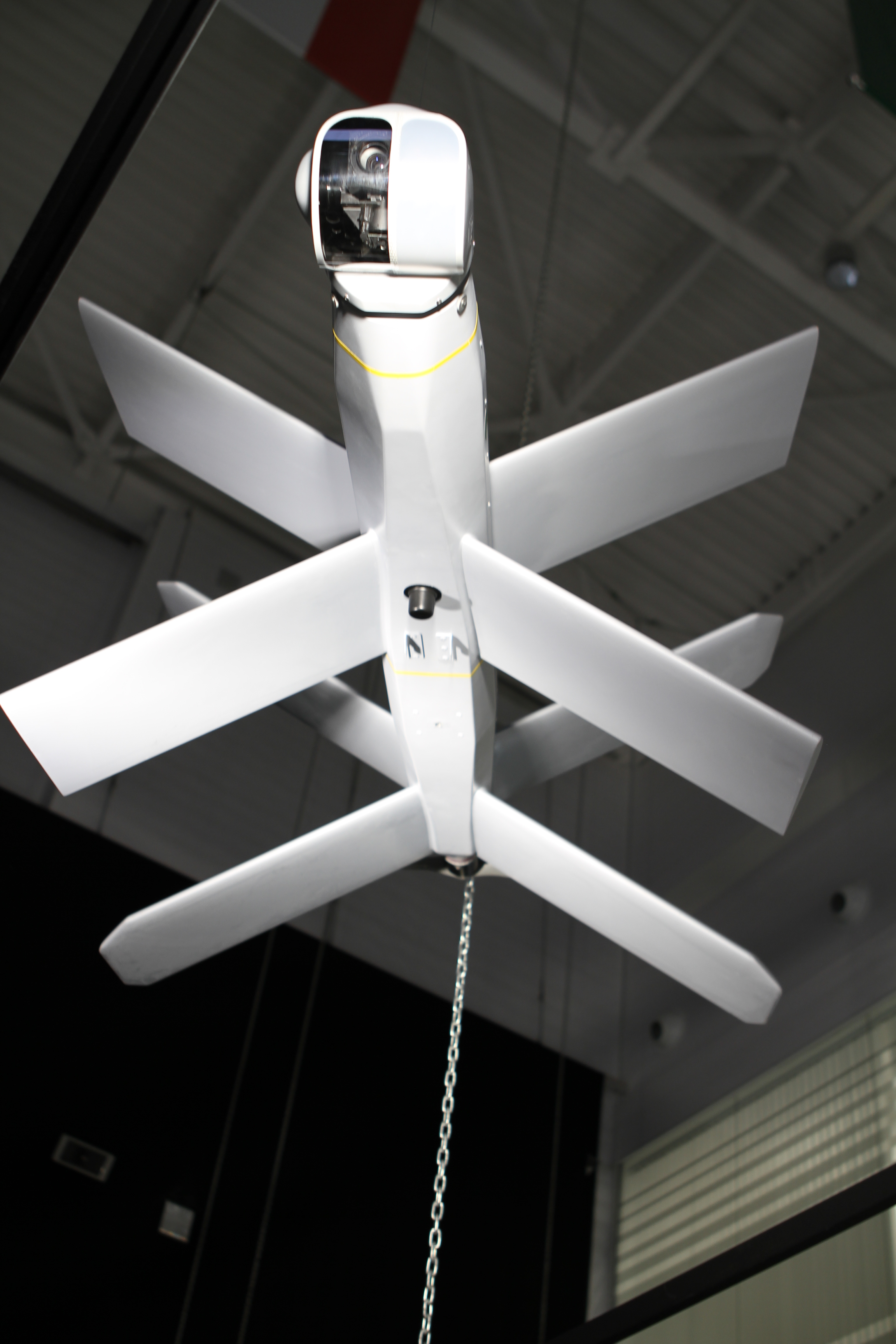
ZALA Lancet rus, una de les municions rondadores més reeixides en la guerra a Ucraïna

A partir de la dècada de 2000, es van desenvolupar armes rondadores per a funcions addicionals més enllà del paper inicial de SDAE, que van des d'atacs de llarg abast i suport de foc fins a l'ús tàctic de camp de batalla de molt curt abast, com ara l'AeroVironment Switchblade que es desplega al nivell del pelotó i cap en una motxilla. Un ús documentat de munició rondadora va ser el conflicte de Nagorno-Karabakh del 2016 en què es va utilitzar un Harop de l'IAI contra un autobús que funcionava com a transport de tropes per als soldats armenis. Posteriorment, durant la invasió russa d'Ucraïna de 2022 es va estendre per primer cop de forma més massiva.
La munició rondadora anomenada FPV (per les inicials de «First Person View», visió en primera persona) és la que més es va estendre, amb la incorporació de càmeres i control remot en temps real, treballant cada cop més en grup amb altres FPV i amb l'acompanyament a certa distància de drons d'observació i reconeixement que, volant a més altura, ajuden a ajustar els objectius i fer avaluació de danys. La relació cost-benefici va anar augmentant de forma important gràcies a les millores per iteració que va permetre la guerra.

## Característiques

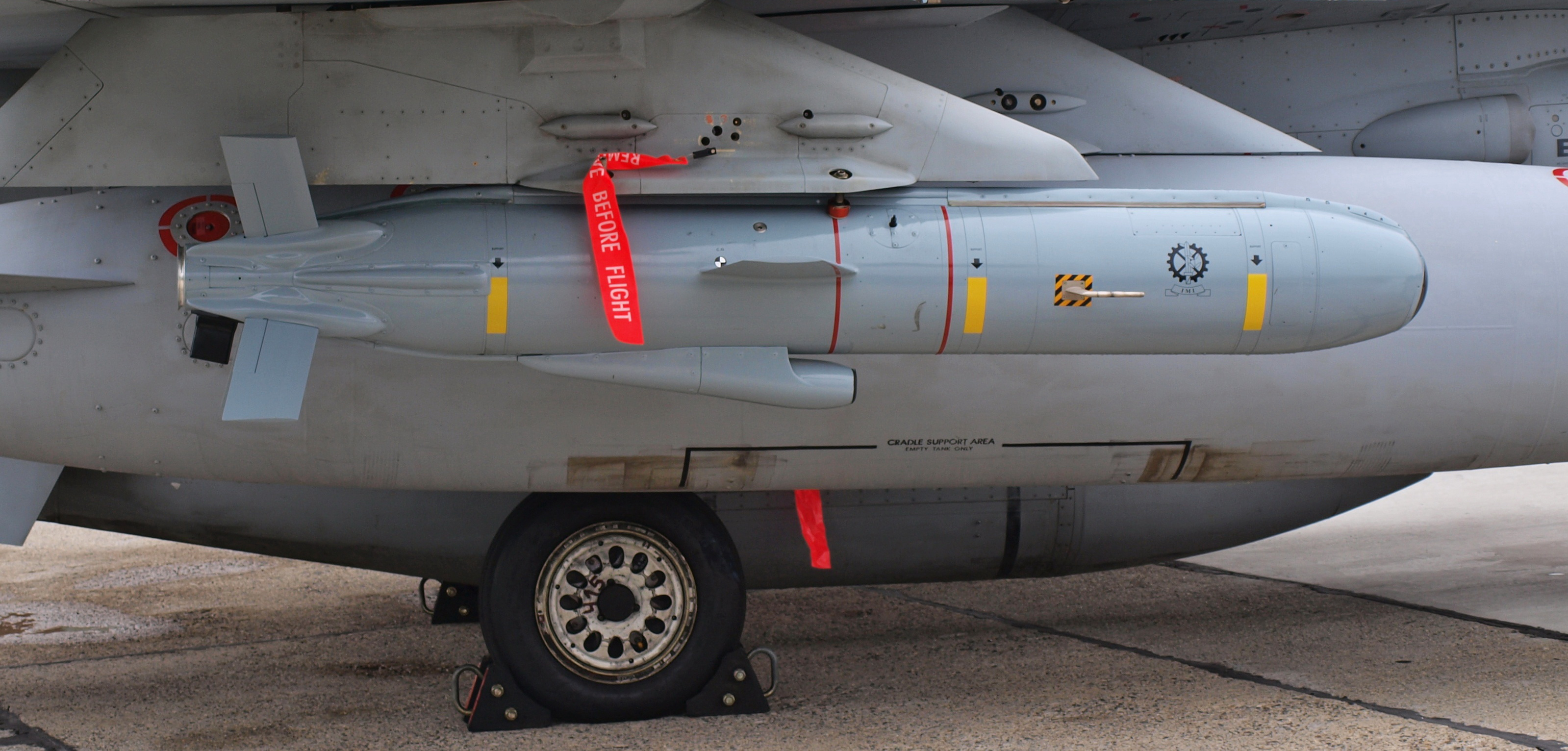
Munició rondadora Delilah llançada per aire, controlada per l'oficial de sistemes de combat des del seient posterior

Les municions rondadores poden ser tan senzilles com un vehicle aeri no tripulat (VANT o UAV) amb explosius connectats que s'envien en una possible missió kamikaze, i fins i tot es poden construir amb quadcopters comercials amb explosius enganxats.
Les municions construïdes específicament són més elaborades en capacitats de vol i control, mida i disseny de l'ogiva i sensors a bord per localitzar objectius. Algunes municions rondadores utilitzen un operador humà per localitzar objectius, mentre que altres, com l'IAI Harop, poden funcionar de manera autònoma buscant i llançant atacs sense intervenció humana. Un altre exemple són les solucions UVision HERO: els sistemes de rondar s'accionen de forma remota, controlats en temps real per un sistema de comunicacions i equipats amb una càmera electroòptica, les imatges de la qual són rebudes per l'estació de comandament i control.
Algunes municions rondadores poden tornar i ser recuperades per l'operador si no s'utilitzen finalment en un atac i tenen prou combustible; en particular, això és característic dels UAV amb una capacitat explosiva secundària. Altres sistemes, com el Delilah no tenen una opció de recuperació i s'autodestrueixen en l'avortament de la missió.

## Contramesures (C-UAS)

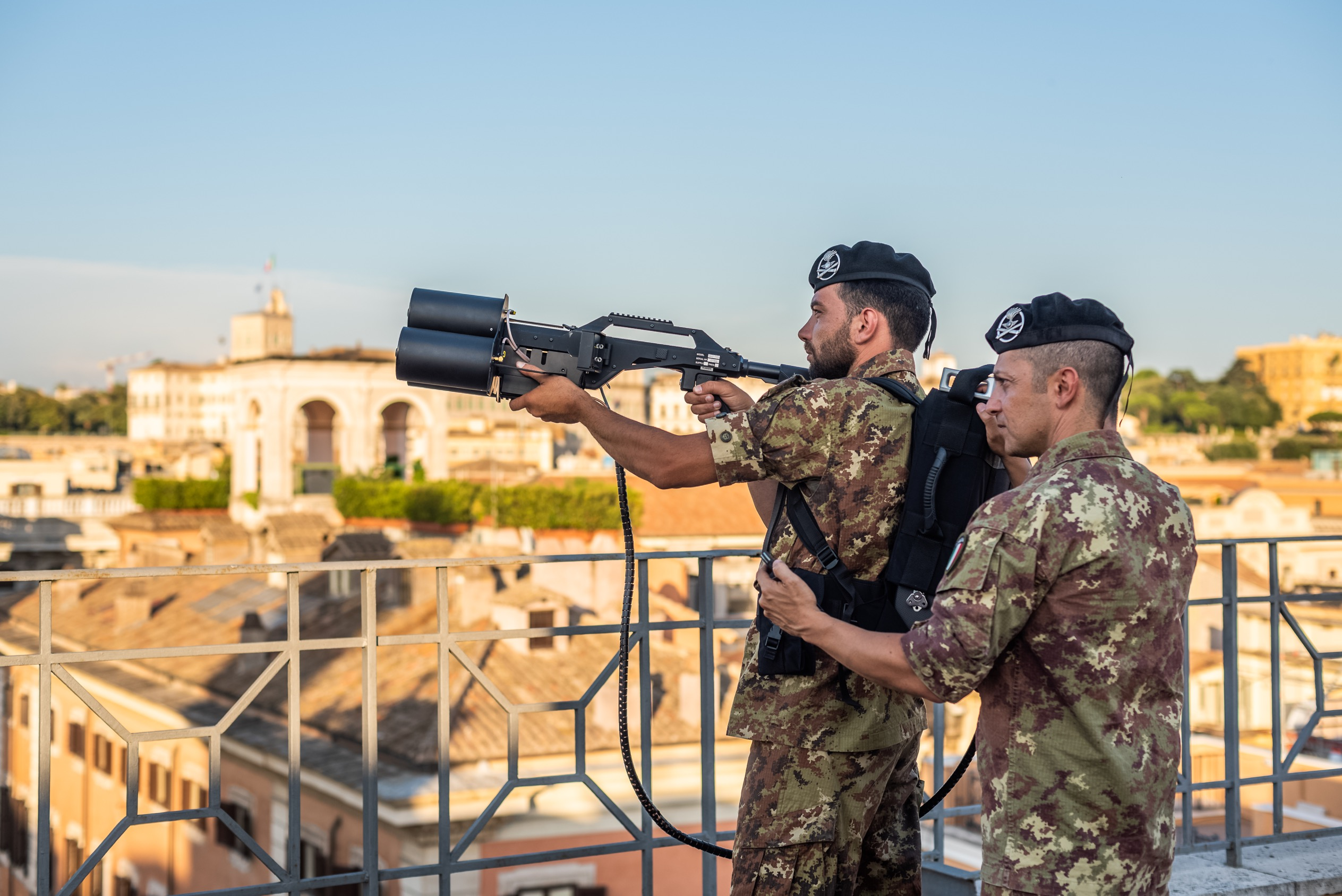
Soldats italians amb un dispositiu C-UAS d'interferència electromagnètica (Roma)

Les contramesures davant de drons de combat, conegudes per les inicials C-UAS (de l'anglès «Counter Unmanned Aerial System»), han de poder detectar d'entrada els UCAV. Això ho poden fer a través de diferents sistemes, com els detectors de radiofreqüència, actuant de manera passiva (només escolta) els dispositius que es puguin comunicar o bé amb el seu operador o bé amb els satèl·lits de serveis de posicionament. Les freqüències d'escolta més habituals són les dels drons comercials, 2.4 y 5.8 GHz. Un segon tipus de sensors són els acústics, micròfons que intenten detectar el soroll que emeten els seus motors i hèlixs, tot i que cada cop és més difícil pel baix soroll que fan i la dificultat d'haver de triangular-ne el senyal. Aquest tipus de sensors però tenen utilitat en edificis governamentals o instal·lacions civils i militars que calgui protegir. En tercer lloc, els sensors electroòptics són càmeres en l'espectre infraroig, a través de suports giratoris 360°. Finalment hi ha els radars, ja siguin 2D o 3D, la capacitat de detecció dels quals depèn de la seva potència d'emissió, el rang de freqüències en el que emetin, la velocitat d'escaneig o l'angle d'obertura del feix, entre d'altres.
Durant la invasió russa d'Ucraïna de 2022 es va començar a debatre seriosament com combatre els atacs amb munició rondadora. Si bé els drons suïcides més grossos van poder ser abatuts, a vegades, per les bateries MTA, caces o fins i tot amb trets de fusell, el cert és que resultaren poc efectius, i es va parar especial atenció en nous sistemes que es van anar desenvolupant els anys anteriors, com ara la captura amb inhibidors de ràdio freqüència, entre molts altres. Tanmateix l'exèrcit dels EUA va llançar el 2022 una petició al sector armamentístic per desenvolupar enginys específics.
La velocitat a la que es van desenvolupar els sistemes d'atac FPV durant la invasió russa d'Ucraïna no va anar acompanyada d'avenços en sistemes de contramesures o C-UAS (per les seves inicials en anglès, contramesures per a sistemes voladors autònoms). Els sistemes fixes i individuals o aïllats es van mostrar altament ineficients, tant davant de sistemes softkill (no cinètics, com els basats en interferència electromagnètica, dins l'àmbit de la guerra electrònica, ja sigui per interferir el senyal -jamming- com prendre'n el control -spoofing-) com els hardkill (basats en energia cinètica: munició llançada amb l'objectiu de la destrucció física de l'atacant, com míssils, projectils o altra munició rondadora, làser, microones,...). Va aparèixer la necessitat que els sistemes C-UAS també treballessin en equip o en eixam, de forma que la destrucció d'un d'ells no afectés a la totalitat del sistema defensiu.

## Preocupacions ètiques i de dret internacional humanitari
La munició rondadora que és capaç de prendre decisions autònomes d'atac (sense intervenció humana) planteja preocupacions morals, ètiques i de dret humanitari internacional perquè un ésser humà no participa en la presa de la decisió real d'atacar i, potencialment, matar humans, com és el cas dels míssils balístics d'ús comú des de la dècada de 1960. Mentre que algunes municions guiades poden bloquejar-se després del llançament o poden ser fusionades amb el sensor, el seu temps de vol sol ser limitat i un humà les llança a una zona on es sospita fortament l'activitat de l'enemic, com en el cas dels míssils moderns convencionals i planificació dels atacs aeris. D'altra banda, una munició autònoma es pot llançar només en una zona on és probable l'activitat militar de l'enemic, i es pot rondar buscant objectius de manera autònoma durant hores després de la decisió de llançament inicial, tot i que pot requerir sol·licitar l'autorització final d'un humà per a l'atac final. L'IAI Harpy i l'IAI Harop són citats amb freqüència a la literatura rellevant, ja que estableixen un precedent per a un sistema aeri (encara que no necessàriament un precedent quan es comparen amb una mina naval moderna) en termes de longitud i qualitat de la funció autònoma, en relació amb un míssil de creuer per exemple.

## Usuaris i productors
A partir del 2022, les forces armades de diversos països utilitzen municions rondadores, com ara:
- Armènia – producció domèstica HRESH, BEEB 1800[55]
- Austràlia – Drone 40[56]
- Azerbaidjan – IAI Harpy, IAI Harop, Orbiter 1K,[8] SkyStriker, STM Kargu,[57][58] Qirği, Quzgün[59]
- Belarús – UBAK-25 Chekan[60]
- Corea del Sud – Devil Killer,[61][62] IAI Harpy
- EAU – QX-1,[63][64] Shadow 25/50,[65][66] RW-24[67]
- EUA – AeroVironment Switchblade, Phoenix Ghost, Raytheon Coyote,[68] HERO-120
- Iemen (Houthis) – Qasef-1/2K,[69] Shahed 131, Shahed 136, Samad-2/3
- Índia – IAI Harpy, IAI Harop,[70][71] SkyStriker, Warmate, Trinetra, ALS-50,[72] Nagastra-1
- Indonèsia - Rajata[73]
- Iran – Shahed 131, HESA Shahed 136, HESA Ababil-2, Raad 85, Arash-2, Meraj-521 and possibly others[74][75][76][77]
- Israel – IAI Harpy, IAI Harop, IAI Harpy NG, IAI Green Dragon, IAI Rotem L, Orbiter 1K, Delilah, SkyStriker,[78] Spike Firefly, HERO loitering munitions series, Lanius.[79]
- Marroc – IAI Harop

- Polònia – WB Electronics Warmate[80]
- Regne Unit – Switchblade
- Rússia – KUB-BLA ("Cube"), ZALA Lancet,[81][82][83] Geran-1, Geran-2
- Sèrbia – Gavran[84]
- Taiwan – NCSIST Chien Hsiang,[85] NCSIST Fire Cardinal
- Turkmenistan – SkyStriker
- Turquia – IAI Harpy,[86] STM Kargu,[87] STM Alpagu,[88] Transvaro-Havelsan Fedai,[89] LENTATEK Kargı,[90] Roketsan-STM Alpagut[91][92]
- Ucraïna – RAM II, Switchblade, ST-35 Silent Thunder, Phoenix Ghost, Warmate
- Xina – IAI Harpy, CH-901, WS-43, ASN-301[93][94]